# Charles Calello
Charles Calello (Newark, 24 agosto 1938) è un cantante, compositore, direttore d'orchestra e arrangiatore statunitense.
La sua carriera inizia con l'entrata a far parte dei The Four Seasons, allora noti come The Four Lovers, ma lasciò la band quando assunse il nome attuale. Nel 1965 ritornò però a sostituire Nick Massi (che ironicamente era il suo sostituto nei The Four Lovers quattro anni prima) ma venne rimpiazzato nello stesso anno da Joe Long. Quindi divenne nel 1968 un produttore e arrangiatore indipendente.
Ha lavorato con tanti differenti artisti tra cui Roberto Carlos Braga, Frank Sinatra, Al Kooper, Bruce Springsteen, Ray Charles, Gloria Estefan e molti altri.
È stato uno dei migliori amici di Frank Grande, nonno materno di Ariana Grande.